# Mansura (Louisiana)
Mansura è un comune degli Stati Uniti d'America, situato nello Stato della Louisiana, in particolare nella parrocchia di Avoyelles.